# 小林仁 (海軍軍人)
小林 仁（こばやし まさし、1890年〈明治23年〉6月18日 - 1977年〈昭和52年〉8月7日）は、日本の海軍軍人。海兵38期・海大21期。最終階級は海軍中将。山形県米沢市出身。山形県立米沢中学校、海軍兵学校（38期）卒業。条約派の一人。

## 経歴

### 海軍士官となる
旧米沢藩の農家に生まれる。山下源太郎、黒井悌次郎、南雲忠一ら同郷の先輩と同様に、米沢中学より海軍兵学校に進む。米沢海軍武官会会員。
海兵38期での卒業席次は149名中4位。海兵38期で恩賜の短剣を拝受したのは首席・次席の2名のみであったため、恩賜を逃す。海兵38期は、戸塚道太郎、栗田健男、福田良三、杉山六蔵、三川軍一、五藤存知ら、太平洋戦争で司令長官・司令官を輩出したクラスである。
1916年、海軍大学校専修学生を卒業。いわゆる「航海屋」となる。敷設艦「勝力」航海長、海防艦「秋津洲」航海長、第三艦隊参謀を歴任。1923年、海軍大学校甲種学生を卒業（21期）。
横須賀鎮守府附（海軍省軍務局第1課で勤務）、河用砲艦「比良」艦長、出仕（軍令部第1班第1課で勤務）、アメリカ駐在（ジョンズ・ホプキンズ大学で学ぶ）、アメリカ大使館附武官補佐官を歴任して、1927年12月に海軍中佐に進級し、1928年4月に帰朝を命じられる。潜水母艦「長鯨」副長、出仕（海軍省人事局第1課で勤務）、海軍省人事局第1課局員、出仕（海軍省軍務局第1課で勤務）を歴任して、1931年12月に海軍大佐に進級。ジュネーブ軍縮会議随員、アメリカ大使館附武官、海軍軍令部第3部第5課長、戦艦「山城」艦長を歴任。

### 支那事変
支那事変の増援部隊として1937年10月20日に第四艦隊が急遽編成されると、初代参謀長となる。同年12月1日に海軍少将に進級。
帰国後、1年2ヶ月間佐世保鎮守府参謀長を務めたが、1939年11月に漢口方面特別根拠地隊司令官となり、再び大陸に出た。翌年にも上海特別根拠地隊司令官へスライド。1941年5月に帰国するまで大陸方面での陸戦・揚子江警備を指揮した。小林の人となりを言い表すときに「猛将」と呼びならわすことが多いが、その評価は大佐時代から少将時代にかけての中国大陸での活躍で確立されたといえる。逆に、太平洋戦争中には実戦を経験する職から離れていた。

### 太平洋戦争
開戦半年前の1941年6月に水路部長となる。10月の定期昇進で中将へ昇進。水路部長は少将の職分であるため、地位を後任に譲って大阪警備府司令長官となる。軍需物資の生産、大量の人員徴集、東京-神戸間の航路確保と、事務処理に追われる身となる。この警備府長官時代は1943年3月まで続くが、この間に戦局は逆転しており、猛将でもある小林にとっては不満が鬱積していた時期でもあった。
1943年4月、小林に待望の最前線勤務が命ぜられ、内南洋防衛の主力である第四艦隊司令長官となった。小林はトラック環礁に進み、連合軍の機動部隊によるギルバート諸島・マーシャル諸島への警戒を強めた。就任間もない新参の長官でありながら、歴戦の近藤信竹第二艦隊司令長官・小松輝久第六艦隊司令長官と連名で、着任間もない古賀峯一連合艦隊司令長官に「内南洋の作戦および防備」の意見具申を行っている。
このように意気込みは強かったが、1943年11月にマキンの戦い・タラワの戦いで両島を失陥、6回に及ぶギルバート諸島沖航空戦も空振りに終わると、采配が鈍りだす。急遽増強を図ったマーシャル諸島の防衛も軌道に乗らないうちにクェゼリンの戦いが始まってしまい、1944年2月に陥落。潜水艦停泊地とマーシャル諸島最大のルオット島飛行場を一挙に失った。
内南洋の一大拠点であり“日本の真珠湾”とも呼ばれたトラック環礁への攻撃も間近に迫る中、2月10日に連合艦隊司令部をパラオ諸島に後送する。トラックでは敵航空隊の迎撃体制を整えたが、小林はなぜか16-17日に警戒を緩めさせた。米軍第58任務部隊の襲来は、たまたまこの小林の采配ミスと重なってしまい、17日に成功を収めた。地上施設を破壊されて基地機能を喪失したのみならず、残存した商船はことごとく撃沈され、沈船のために泊地としての機能も完全に失われた（トラック島空襲）。海軍ではこの空襲を小林の判断ミスによる被害とみなし、「海軍丁事件」と称して小林の弾劾に踏み切った。この失態の責任を問われ、空襲の2日後に第四艦隊司令長官を更迭され、5月30日に待命、その翌日31日に予備役編入という形で海軍を追放された。

### 戦後
小林の悲運は終戦直後にも訪れた。1943年10月、第四艦隊管区のウェーク島で捕虜虐殺が行われた事実が発覚したためである。空襲と艦砲射撃を受けたウェーク島では、上陸戦間近と判断し、酒井原繁松第65警備隊司令は捕虜100名の銃殺を実行したものである。酒井原司令は戦犯として死刑判決を受け、1947年に処刑されたが、酒井原の上官として小林も監督責任を問われることとなった。判決に基づき、講和条約成立による仮出所まで、小林は巣鴨拘置所に収監された。
戦後、海上自衛隊幹部学校教官を務めた竹下高見が、トラック島空襲についてのセッションで、事前警戒の不備問題について次のような証言をしている。
1977年8月7日死去。享年87。

## 栄典
勲章
- 1942年（昭和17年）1月14日  - 勲一等瑞宝章[5]